# Oswine z Nortumbrii
Oswine z Nortumbrii, Osuuine, Osuuini – atheling anglosaskiego królestwa Nortumbrii.
Niewiele wiadomo na temat Oswine. Dostępne źródła historyczne odnotowały jedynie jego śmierć. Jednak historycy przypuszczają, że był on synem króla Eadberta i bratem króla Oswulfa. Z racji swego pochodzenia był predestynowany do objęcia tronu Nortumbrii. Prawdopodobnie to właśnie jego szlachetne urodzenie i ewentualne pretensje do objęcia władzy stały się przyczyną jego śmierci.
Został zabity przez Etelwalda Molla (być może zaangażowanego również wcześniej w śmierć Oswulfa), 6 sierpnia 761 roku w Eildon Hills, co odnotowuje zarówno Kronika anglosaska, jak i anonimowa kontynuacja kroniki Bedy Czcigodnego.